# X Factor (Italia) (quattordicesima edizione)
La quattordicesima edizione del talent show musicale X Factor è andata in onda in prima serata su Sky Uno e Now TV dal 17 settembre al 10 dicembre 2020 per tredici puntate.
Si è trattata della decima edizione prodotta e trasmessa da Sky Italia, condotta per la decima e ultima volta consecutiva da Alessandro Cattelan (sostituito da Daniela Collu nella seconda e nella terza puntata del live show, dopo esser risultato positivo al COVID-19, pur partecipando da casa). La giuria è stata completamente rinnovata rispetto all'edizione precedente con il ritorno di due ex giudici del talent show, quali Mika e Manuel Agnelli, affiancati dai nuovi giudici Emma e Hell Raton.
L'edizione è stata vinta da Casadilego, appartenente alla categoria 16-24 Donne capitanata da Hell Raton.

## Trasmissione
Il programma è andato in onda il giovedì sul canale satellitare Sky Uno (e in streaming su Now TV) con replica su TV8 delle audizioni (il giorno seguente), dei live show fino alla semifinale (il mercoledì successivo) e simulcast in diretta della finale su entrambi i canali.
Il programma ha subito alcuni cambiamenti dovuti alle restrizioni per il contenimento della pandemia di COVID-19: l'intera fase delle selezioni (Audizioni, Bootcamp e Last Call) è stata registrata interamente in un'unica sede, uno studio allestito al Teatro 5 di Cinecittà a Roma senza la presenza del pubblico, (come nelle prime quattro edizioni in onda sulla Rai), con il solo cast del programma e i concorrenti con propri familiari al seguito.
La fase dei live show si è svolta interamente in uno studio allestito per l'occasione, ribattezzato Sky Wifi Arena e ubicato a Milano in zona Rho: la particolarità di tale studio è la sua struttura in cui il palco e il tavolo dei giudici si trovano ai piedi degli spalti sopraelevati del pubblico, rigorosamente selezionato, numerato e retribuito (prima volta per un talent show) per via delle regole imposte dalla pandemia globale. Per questo motivo la finale è stata realizzata nel medesimo studio dei live, come avvenuto fino alla sesta edizione (nelle ultime sette edizioni si svolgeva al Mediolanum Forum di Milano).
In questa edizione, in seconda serata subito dopo le puntate dei live, è stato ripristinato XtraFactor con il nome Hot Factor e la conduzione di Daniela Collu, un talk show dalla durata di dieci minuti circa dove la conduttrice intervista i giudici a caldo sulla puntata appena terminata.
Oltre ai cambiamenti dovuti alla pandemia, questa edizione rappresenta un taglio netto rispetto alla precedente dopo il flop di ascolti riscontrato nel 2019. 
Innanzitutto vi è il cambio totale della giuria: tre quarti di essa (formata da Samuel, Malika Ayane e Sfera Ebbasta) viene ritenuta non completamente soddisfacente, tanto che vengono richiamati due giudici storici del programma come Mika e Manuel Agnelli; oltre ad essi, viene chiamata anche Emma, nome forte e popolare del talent show concorrente Amici, di cui è stata sia concorrente che coach. Mara Maionchi, dopo essere tornata nei panni di giudice nel 2017, lascia il programma, dedicandosi esclusivamente a fare la giudice nell'altro talent show di Sky, Italia's Got Talent: al suo posto subentra il produttore discografico Hell Raton. Altre scelte sono dovute al cambio di alcune peculiarità del format: per la prima volta, a differenza delle precedenti edizioni in cui venivano presentati al quinto live show, i brani inediti dei concorrenti sono stati presentati alla prima puntata del live show, in modo tale che fin da subito i cantanti in gara potessero gareggiare con dei pezzi propri e riconoscibili. Sempre rispetto alle precedenti, la fase dei live show viene ridotta a sette puntate anziché le otto consuete.
A fine edizione, Alessandro Cattelan annuncia che abbandona la conduzione di X Factor dopo dieci edizioni di conduzione consecutive, dal 2011 al 2020.

## Giudici
| Giudice        | Categoria    | Producer          | Advisor Last Call   |
| -------------- | ------------ | ----------------- | ------------------- |
| Emma           | Uomini 16-24 | Frenetik & Orang3 | Dardust             |
| Hell Raton     | Donne 16-24  | Slait             | Mara Sattei e Lazza |
| Mika           | Over 25      | Taketo Gohara     | Francesco Vezzoli   |
| Manuel Agnelli | Gruppi       | Rodrigo D'Erasmo  | Gipi                |

## Selezioni

### Casting
A causa della pandemia di COVID-19, i casting non si sono svolti in giro per l'Italia, come di consueto, ma solo online.

### Audizioni
La seconda fase dei casting prevede le audizioni, nelle quali gli aspiranti cantanti si esibiscono esclusivamente davanti ai quattro giudici e senza pubblico, come avvenuto nelle prime quattro edizioni del programma, sempre a causa del COVID-19. A causa di tale motivo, le audizioni non sono itineranti ma si sono tenute in uno studio allestito al Teatro 5 di Cinecittà a Roma.

### Bootcamp
La terza fase dei casting prevede i Bootcamp. Viene effettuata una prima scrematura da coloro che hanno passato le audizioni, portando i concorrenti a 12 per categoria. Ognuno di essi si sfida ai Bootcamp con la consueta Sfida delle 5 Sedie in cui i concorrenti devono fare in modo di accaparrarsi un posto per la fase successiva e non venire rimpiazziato da un nuovo contendente. Le due puntate dei Bootcamp sono state registrate anch'esse al Teatro 5 di Cinecittà in sede privata, nello stesso studio delle Audizioni.
| Categoria    | Giudice        | Eliminati ai Bootcamp    | Eliminati ai Bootcamp | Eliminati ai Bootcamp        | Eliminati ai Bootcamp           | Eliminati ai Bootcamp                | Eliminati ai Bootcamp            | Eliminati ai Bootcamp     | Eliminati ai Bootcamp             | Eliminati ai Bootcamp      |
| ------------ | -------------- | ------------------------ | --------------------- | ---------------------------- | ------------------------------- | ------------------------------------ | -------------------------------- | ------------------------- | --------------------------------- | -------------------------- |
| Uomini 16-24 | Emma           | William Busetti (Will)   | Enrico Errani         | Gianluca Cecora (J-One)      | Mario Cirincione                | Michele Spadavecchia (Michael Blade) | Daniel Patano (Etnico)           | Cristiano De Vitis (Cri.) | Giovanni Emanuele Humareda (Huma) | Enrico Dylan Luppi (Dylan) |
| Donne 16-24  | Hell Raton     | Cecilia Barra Caracciolo | Adelaide Cavallaro    | Mara Creola                  | Beatrice Lambertini (Bea Lambe) | Rossella Renzulli                    | Sara Sgarabottolo                | Simona Mazzeo (Meezy)     |                                   |                            |
| Over 25      | Mika           | Lorenzo Parlati (Lykan)  | Mario Miceli (Merio)  | Gennaro Casolaro (Tha Genio) | Lorenzo Negro (V3N3R3)          | Joshua Ojomon                        | Cécile Vanessa Ngo Noug (Cecile) | Angel Gabriel Marmolejos  |                                   |                            |
| Gruppi       | Manuel Agnelli | Frada e Kyv              | Grate Soul            | Gravity Sixty                | Fratelli Taddei                 | VVENDI                               | The Charlestones                 | I Trillici                |                                   |                            |

### Last Call
La quarta e ultima fase dei casting prevede la Last Call, che sostituisce gli Home Visit.
| Categoria e giudice      | Eliminati alle Last Call     | Eliminati alle Last Call     |
| ------------------------ | ---------------------------- | ---------------------------- |
| Uomini 16-24 (Emma)      | Leonardo Meconi (Leo Meconi) | Giuseppe Roccuzzo (Roccuzzo) |
| Donne 16-24 (Hell Raton) | Alessandra Ciccariello (Ale) | Daria Huber                  |
| Over 25 (Mika)           | Gabriel Covino (Kaima)       | Claudio Luisi (Disarmo)      |
| Gruppi (Manuel)          | Wime                         | Yellow Monday                |

## Finalisti
In questo spazio sono elencati i cantanti approdati alla prima puntata live del programma.
Legenda:
- Vincitore
- Secondo classificato

- Terzo classificato
- Quarto classificato

- Semifinalista

- Eliminati

| Categoria                | Cantanti                        | Cantanti                        | Cantanti                    | Cantanti |
| ------------------------ | ------------------------------- | ------------------------------- | --------------------------- | -------- |
| Over 25 (Mika)           | N.A.I.P. (Michelangelo Mercuri) | Vergo (Giuseppe Piscitello)     | Eda Marì (Edda Maria Sessa) |          |
| Gruppi (Manuel Agnelli)  | Little Pieces of Marmelade      | Melancholia                     | Manitoba                    |          |
| Donne 16-24 (Hell Raton) | Casadilego (Elisa Coclite)      | Mydrama (Alessandra Martinelli) | Cmqmartina (Martina Sironi) |          |
| Uomini 16-24 (Emma)      | Blind (Franco Rujan)            | Blue Phelix (Francesco Franco)  | Santi (Filippo Santi)       |          |

## Dettaglio delle puntate

### Tabella delle eliminazioni
- Uomini 16-24 (Emma)
- Donne 16-24 (Hell Raton)

- Over 25 (Mika)
- Gruppi (Manuel Agnelli)

|                |                            | 1ª puntata                                       | 1ª puntata                                       | 2ª puntata           | 2ª puntata             | 2ª puntata             | 3ª puntata             | 3ª puntata             | 4ª puntata                     | 4ª puntata                     | 5ª puntata              | 5ª puntata              | 5ª puntata             | Semifinale             | Finale                 | Finale                 | Finale                     |
| I              | II                         | Streaming singoli                                | I                                                | II                   | I                      | II                     | I                      | II                     | I                              | Streaming singoli              | II                      | I e II                  | I                      | II                     | III                    |                        |                            |
| -------------- | -------------------------- | ------------------------------------------------ | ------------------------------------------------ | -------------------- | ---------------------- | ---------------------- | ---------------------- | ---------------------- | ------------------------------ | ------------------------------ | ----------------------- | ----------------------- | ---------------------- | ---------------------- | ---------------------- | ---------------------- | -------------------------- |
|                | Casadilego                 | 2° 23,92%                                        | N.D.                                             | Salva                | N.D.                   | 1° 31,45%              | N.D.                   | 2° 21,45%              | 2° 13,79%                      | 4° 12,76%                      | 1° 19,74%               | Salva                   | 1° 19,95%              | 3° 20,68%              | 1° 28,32%              | 2° 35,40%              | Vincitrice 50,96%          |
|                | Little Pieces Of Marmelade | 3° 21,79%                                        | N.D.                                             | Salvi                | 3° 17,43%              | N.D.                   | 2° 22,43%              | N.D.                   | 5° 11,20%                      | 5° 12,75%                      | 6° 12,43%               | Salvi                   | 3° 18,49%              | 2° 21,65%              | 3° 24,38%              | 1° 35,78%              | Secondi 49,04%             |
|                | Blind                      | 1° 29,28%                                        | N.D.                                             | Salvo                | 2° 21,09%              | N.D.                   | 1° 27,00%              | N.D.                   | 1° 15,72%                      | 1° 16,90%                      | 3° 14,88%               | Salvo                   | 4° 16,16%              | 4° 18,16%              | 2° 24,62%              | 3° 28,82%              | Eliminato (Finale)         |
|                | N.A.I.P.                   | N.D.                                             | 3° 17,58%                                        | Salvo                | 5° 13,95%              | N.D.                   | N.D.                   | 3° 19,83%              | 4° 11,35%                      | 2° 15,39%                      | 2° 15,98%               | Ultimo                  | 2° 19,94%              | 1° 22,58%              | 4° 22,68%              | Eliminato (Finale)     | Eliminato (Finale)         |
|                | Mydrama                    | N.D.                                             | 2° 22,95%                                        | Salva                | 1° 25,63%              | N.D.                   | N.D.                   | 4° 16,79%              | 6° 10,13%                      | 7° 9,46%                       | 4° 13,93%               | Salva                   | 5° 12,91%              | 5° 16,93%              | Eliminata (Semifinale) | Eliminata (Semifinale) | Eliminata (Semifinale)     |
|                | Cmqmartina                 | 4° 12,18%                                        | N.D.                                             | Salva                | 4° 17,38%              | N.D.                   | 3° 19,91%              | N.D.                   | 7° 10,11%                      | 6° 10,26%                      | 5° 13,32%               | Salva                   | 6° 12,55%              | Eliminata (5ª puntata) | Eliminata (5ª puntata) | Eliminata (5ª puntata) | Eliminata (5ª puntata)     |
|                | Melancholia                | N.D.                                             | 1° 31,55%                                        | Salvi                | N.D.                   | 2° 30,59%              | N.D.                   | 1° 24,88%              | 3° 13,25%                      | 3° 13,80%                      | 7° 9,73%                | N.D.                    | Eliminati (5ª puntata) | Eliminati (5ª puntata) | Eliminati (5ª puntata) | Eliminati (5ª puntata) | Eliminati (5ª puntata)     |
|                | Vergo                      | N.D.                                             | 4° 13,12%                                        | Salvo                | N.D.                   | 3° 15,30%              | 4° 17,79%              | N.D.                   | 8° 7,79%                       | 8° 8,67%                       | Eliminato (4ª puntata)  | Eliminato (4ª puntata)  | Eliminato (4ª puntata) | Eliminato (4ª puntata) | Eliminato (4ª puntata) | Eliminato (4ª puntata) | Eliminato (4ª puntata)     |
|                | Blue Phelix                | 5° 7,60%                                         | N.D.                                             | Salvo                | N.D.                   | 4° 11,38%              | N.D.                   | 5° 7,48%               | 9° 6,67%                       | Eliminato (4ª puntata)         | Eliminato (4ª puntata)  | Eliminato (4ª puntata)  | Eliminato (4ª puntata) | Eliminato (4ª puntata) | Eliminato (4ª puntata) | Eliminato (4ª puntata) | Eliminato (4ª puntata)     |
|                | Santi                      | N.D.                                             | 5° 8,90%                                         | Ultimo               | N.D.                   | 5° 11,29%              | 5° 12,86%              | N.D.                   | Eliminato (3ª puntata)         | Eliminato (3ª puntata)         | Eliminato (3ª puntata)  | Eliminato (3ª puntata)  | Eliminato (3ª puntata) | Eliminato (3ª puntata) | Eliminato (3ª puntata) | Eliminato (3ª puntata) | Eliminato (3ª puntata)     |
|                | Manitoba                   | N.D.                                             | 6° 5,91%                                         | Salvi                | 6° 4,52%               | N.D.                   | Eliminati (2ª puntata) | Eliminati (2ª puntata) | Eliminati (2ª puntata)         | Eliminati (2ª puntata)         | Eliminati (2ª puntata)  | Eliminati (2ª puntata)  | Eliminati (2ª puntata) | Eliminati (2ª puntata) | Eliminati (2ª puntata) | Eliminati (2ª puntata) | Eliminati (2ª puntata)     |
|                | Eda Marì                   | 6° 5,24%                                         | N.D.                                             | N.D.                 | Eliminata (2ª puntata) | Eliminata (2ª puntata) | Eliminata (2ª puntata) | Eliminata (2ª puntata) | Eliminata (2ª puntata)         | Eliminata (2ª puntata)         | Eliminata (2ª puntata)  | Eliminata (2ª puntata)  | Eliminata (2ª puntata) | Eliminata (2ª puntata) | Eliminata (2ª puntata) | Eliminata (2ª puntata) | Eliminata (2ª puntata)     |
| Ultimo scontro | Ultimo scontro             | Eda Marì Manitoba                                | Eda Marì Manitoba                                | Eda Marì Santi       | Manitoba Santi         | Manitoba Santi         | Santi Blue Phelix      | Santi Blue Phelix      | Mydrama Vergo                  | Mydrama Vergo                  | Melancholia N.A.I.P.    | Melancholia N.A.I.P.    | Cmqmartina Mydrama     | Blind Mydrama          |                        |                        |                            |
|                | Voto di Emma               | Eda Marì                                         | Eda Marì                                         | Eda Marì             | Manitoba               | Manitoba               | Santi                  | Santi                  | Vergo                          | Vergo                          | N.A.I.P.                | N.A.I.P.                | Cmqmartina             | Mydrama                |                        |                        |                            |
|                | Voto di Hell Raton         | Eda Marì                                         | Eda Marì                                         | Eda Marì             | Manitoba               | Manitoba               | Santi                  | Santi                  | Vergo                          | Vergo                          | Melancholia             | Melancholia             | Cmqmartina             | Blind                  |                        |                        |                            |
|                | Voto di Manuel             | Eda Marì                                         | Eda Marì                                         | Santi                | Santi                  | Santi                  | Blue Phelix            | Blue Phelix            | Mydrama                        | Mydrama                        | N.A.I.P.                | N.A.I.P.                | Cmqmartina             | Mydrama                |                        |                        |                            |
|                | Voto di Mika               | Manitoba                                         | Manitoba                                         | Santi                | Manitoba               | Manitoba               | Santi                  | Santi                  | Mydrama                        | Mydrama                        | Melancholia             | Melancholia             | Mydrama                | Mydrama                |                        |                        |                            |
| Eliminati      | Eliminati                  | Eda Marì 3 voti su 4 Verdetto in seconda puntata | Eda Marì 3 voti su 4 Verdetto in seconda puntata | Eda Marì TILT 46,23% | Manitoba 3 voti su 4   | Manitoba 3 voti su 4   | Santi 3 voti su 4      | Santi 3 voti su 4      | Blue Phelix ultimo al televoto | Blue Phelix ultimo al televoto | Melancholia TILT 47,82% | Melancholia TILT 47,82% | Cmqmartina 3 voti su 4 | Mydrama 3 voti su 4    | N.A.I.P.               | Blind                  | Little Pieces of Marmelade |
| Eliminati      | Eliminati                  | Eda Marì 3 voti su 4 Verdetto in seconda puntata | Eda Marì 3 voti su 4 Verdetto in seconda puntata | Eda Marì TILT 46,23% | Manitoba 3 voti su 4   | Manitoba 3 voti su 4   | Santi 3 voti su 4      | Santi 3 voti su 4      | Vergo TILT 45,29%              |                                | Melancholia TILT 47,82% | Melancholia TILT 47,82% | Cmqmartina 3 voti su 4 | Mydrama 3 voti su 4    | N.A.I.P.               | Blind                  | Little Pieces of Marmelade |

### Prima puntata
- Data: 29 ottobre 2020
- Ospite: Ghali[13]
- Canzoni cantate dagli ospiti: Barcellona e Good Times (Ghali)
- Medley di apertura dei concorrenti: Born Ready (Zayde Wolf)

| Ordine       | Cantante                   | Giudice    | Inediti              | Risultato    |
| ------------ | -------------------------- | ---------- | -------------------- | ------------ |
| 1            | Blind                      | Emma       | Cuore nero           | Primo        |
| 2            | Cmqmartina                 | Hell Raton | Serpente             | Salva        |
| 3            | Eda Marì                   | Mika       | Male                 | Ballottaggio |
| 4            | Little Pieces Of Marmelade | Manuel     | One Cup of Happiness | Salvi        |
| 5            | Blue Phelix                | Emma       | South Dakota         | Salvo        |
| 6            | Casadilego                 | Hell Raton | Vittoria             | Salva        |
|              |                            |            |                      |              |
| 7            | Manitoba                   | Manuel     | La domenica          | Ballottaggio |
| 8            | Vergo                      | Mika       | Bomba                | Salvo        |
| 9            | Santi                      | Emma       | Bonsai               | Salvo        |
| 10           | Mydrama                    | Hell Raton | Cornici bianche      | Salva        |
| 11           | N.A.I.P.                   | Mika       | Attenti al loop      | Salvo        |
| 12           | Melancholia                | Manuel     | Léon                 | Primi        |
| Ballottaggio |                            |            |                      |              |
| 1            | Eda Marì                   | Mika       | -                    | Ballottaggio |
| 2            | Manitoba                   | Manuel     | -                    | Salvi        |

Voto dei giudici per il ballottaggio
- Hell Raton: Eda Marì, avendo preferito l'esibizione dei Manitoba;
- Mika: Manitoba, per salvare la sua artista Eda Marì;
- Emma: Eda Marì, avendo preferito i Manitoba;
- Manuel Agnelli: Eda Marì, per salvare il suo gruppo;

TILT: vincono i Manitoba, Eda Marì rimandata al ballottaggio all'inizio della seconda puntata, dove si scontrerà contro chi ha ricevuto meno ascolti dell'inedito.

### Seconda puntata
- Data: 5 novembre 2020
- Ospite: Måneskin
- Canzoni cantate dagli ospiti: Vent'anni (Måneskin)

| Ballottaggio | Ballottaggio               | Ballottaggio | Ballottaggio                                                            | Ballottaggio |
| ------------ | -------------------------- | ------------ | ----------------------------------------------------------------------- | ------------ |
| 1            | Eda Marì                   | Mika         | Male                                                                    | Eliminata    |
| 2            | Santi                      | Emma         | Bonsai                                                                  | Salvo        |
| Ordine       | Cantante                   | Giudice      | Canzone (cantante originale)                                            | Risultato    |
| 1            | Little Pieces Of Marmelade | Manuel       | Sabotage (Beastie Boys)                                                 | Salvi        |
| 2            | Mydrama                    | Hell Raton   | Bella così (Chadia Rodríguez feat. Federica Carta)                      | Prima        |
| 3            | N.A.I.P.                   | Mika         | Bla Bla Bla (Gigi D'Agostino)                                           | Salvo        |
| 4            | Blind                      | Emma         | Piece of Your Heart / Non mi dire di no (Meduza feat. Goodboys / Blind) | Salvo        |
| 5            | Cmqmartina                 | Hell Raton   | Il mio canto libero (Lucio Battisti)                                    | Salva        |
| 6            | Manitoba                   | Manuel       | I Wanna Be Sedated (Ramones)                                            | Ballottaggio |
|              |                            |              |                                                                         |              |
| 7            | Melancholia                | Manuel       | Bloodmoney (Poppy)                                                      | Salvi        |
| 8            | Blue Phelix                | Emma         | Sciccherie (Madame)                                                     | Salvo        |
| 9            | Vergo                      | Mika         | E ritorno da te (Laura Pausini)                                         | Salvo        |
| 10           | Santi                      | Emma         | 8 miliardi di persone (Frah Quintale)                                   | Ballottaggio |
| 11           | Casadilego                 | Hell Raton   | Xanny (Billie Eilish)                                                   | Prima        |
| Ballottaggio |                            |              |                                                                         |              |
| 1            | Manitoba                   | Manuel       | La domenica                                                             | Eliminati    |
| 2            | Santi                      | Emma         | Bonsai                                                                  | Salvo        |

Voto dei giudici per il ballottaggio
- Hell Raton: Manitoba, avendo preferito l'esibizione di Santi.
- Mika: Manitoba, pensando che Santi abbia più bisogno di continuare il percorso ad X-Factor.
- Emma: Manitoba, per salvare il suo artista Santi.
- Manuel Agnelli: Santi, per salvare il suo gruppo.

### Terza puntata
- Data: 12 novembre 2020
- Ospite: Purple Disco Machine e Sophie and the Giants, Fedez
- Canzoni cantate dagli ospiti: Hypnotized (Purple Disco Machine e Sophie and the Giants), Bella storia (Fedez)

| Ordine       | Cantante                   | Giudice    | Cover e inediti           | Risultato    |
| ------------ | -------------------------- | ---------- | ------------------------- | ------------ |
| 1            | Cmqmartina                 | Hell Raton | Sparami                   | Salva        |
| 2            | Blind                      | Emma       | Cicatrici                 | Primo        |
| 3            | Vergo                      | Mika       | La cura (Franco Battiato) | Salvo        |
| 4            | Little Pieces Of Marmelade | Manuel     | L.P.O.M.                  | Salvi        |
| 5            | Santi                      | Emma       | Morrison                  | Ballottaggio |
|              |                            |            |                           |              |
| 6            | Blue Phelix                | Emma       | Mi ami                    | Ballottaggio |
| 7            | Mydrama                    | Hell Raton | Vieni con me              | Salva        |
| 8            | N.A.I.P.                   | Mika       | Oh oh oh                  | Salvo        |
| 9            | Casadilego                 | Hell Raton | Lontanissimo              | Salva        |
| 10           | Melancholia                | Manuel     | Grounds (IDLES)           | Primi        |
| Ballottaggio |                            |            |                           |              |
| 1            | Santi                      | Emma       | Bonsai                    | Eliminato    |
| 2            | Blue Phelix                | Emma       | South Dakota              | Salvo        |

Voto dei giudici per il ballottaggio
- Hell Raton: Santi
- Mika: Santi;
- Emma: Santi, ritenendo Blue Phelix più pronto e con più chances di andare avanti nella gara;
- Manuel Agnelli: Blue Phelix, per rispetto nei confronti di Santi;

### Quarta puntata
- Data: 19 novembre 2020
- Particolarità: In questa puntata, vi sono due eliminazioni: la prima manche sarà una presentazione di tutti gli inediti dei concorrenti, la seconda, sarà una manche classica.
- Ospite: Leo Gassman, Elodie, Carl Brave
- Canzoni cantate dagli ospiti: Mr. Fonda (Leo Gassman), medley di Guaranà, Margarita, Parli parli (con Carl Brave) e Andromeda (Elodie)

| Ordine | Cantante                   | Giudice    | Inediti              | Risultato | Ordine | Canzone (cantante originale)                          | Risultato    |
| ------ | -------------------------- | ---------- | -------------------- | --------- | ------ | ----------------------------------------------------- | ------------ |
| 1      | Vergo                      | Mika       | Bomba                | Salvo     | 6      | Oro / Pienso en tu mirà / Malamente (Mango / Rosalía) | Ballottaggio |
| 2      | Casadilego                 | Hell Raton | Vittoria             | Salva     | 7      | Rapide (Mahmood)                                      | Salva        |
| 3      | Blind                      | Emma       | Cuore Nero           | Primo     | 4      | Per me è importante / Bambino (Tiromancino / Blind)   | Primo        |
| 4      | Melancholia                | Manuel     | Léon                 | Salvi     | 3      | Sweet Dreams (Are Made of This) (Eurythmics)          | Salvi        |
| 5      | Cmqmartina                 | Hell Raton | Sparami              | Salva     | 5      | Albero (Calcutta)                                     | Salva        |
| 6      | Little Pieces Of Marmelade | Manuel     | One Cup of Happiness | Salvi     | 8      | Bullet with Butterfly Wings (The Smashing Pumpkins)   | Salvi        |
| 7      | Blue Phelix                | Emma       | South Dakota         | Eliminato | —      | —                                                     | —            |
| 8      | N.A.I.P.                   | Mika       | Attenti al loop      | Salvo     | 2      | Amandoti (CCCP)                                       | Salvo        |
| 9      | Mydrama                    | Hell Raton | Vieni con me         | Salva     | 1      | Notti (Sfera Ebbasta)                                 | Ballottaggio |

Voto dei giudici per il ballottaggio
- Hell Raton: Vergo, per salvare la sua artista Mydrama;
- Mika: Mydrama, per salvare il suo artista Vergo;
- Emma: Vergo, rimanendo coerente col suo pensiero;
- Manuel Agnelli: Mydrama, apprezzando il coraggio e la versatilità di Vergo;

I giudici non trovano d'accordo e vanno al TILT, che decreta l'eliminazione di Vergo

### Quinta puntata
- Data: 26 novembre 2020
- Particolarità: In questa puntata, vi sono due eliminazioni: nella prima manche i concorrenti verranno accompagnati da un'orchestra composta da sole donne e dai producer delle categorie dei 4 giudici (Slait per cmqmartina, Mydrama e Casadilego, Rodrigo D'Erasmo per i Little Pieces Of Marmelade e i Melancholia, Frenetik & Orang3 per Blind e Taketo Gohara per N.A.I.P.). Il primo eliminato della puntata sarà determinato dal ballottaggio tra il meno votato della prima manche e il meno ascoltato della settimana. Nella seconda manche i sei concorrenti rimasti si sfideranno su inediti o cover, con i due meno votati al ballottaggio per decretare il secondo eliminato della serata.
- Ospite: Gué Pequeno, Ernia, Shablo
- Canzoni cantate dagli ospiti: Superclassico (Ernia), 25 ore (Gué Pequeno con Ernia e Shablo)

| Ordine       | Cantante                   | Giudice    | Canzone (cantante originale)             | Risultato    |
| ------------ | -------------------------- | ---------- | ---------------------------------------- | ------------ |
| 1            | Little Pieces Of Marmelade | Manuel     | I Am the Walrus (The Beatles)            | Salvi        |
| 2            | Cmqmartina                 | Hell Raton | La prima cosa bella (Nicola Di Bari)     | Salva        |
| 3            | Blind                      | Emma       | In the End / Tremo (Linkin Park / Blind) | Salvo        |
| 4            | N.A.I.P.                   | Mika       | Storia d'amore (Adriano Celentano)       | Ballottaggio |
| 5            | Mydrama                    | Hell Raton | Piccola anima (Ermal Meta feat. Elisa)   | Salva        |
| 6            | Melancholia                | Manuel     | Hunter (Björk)                           | Ballottaggio |
| 7            | Casadilego                 | Hell Raton | Dance Monkey (Tones and I)               | Prima        |
| Ballottaggio |                            |            |                                          |              |
| 1            | N.A.I.P.                   | Mika       | -                                        | Salvo        |
| 2            | Melancholia                | Manuel     | -                                        | Eliminati    |
| Ordine       | Cantante                   | Giudice    | Cover e inediti                          | Risultato    |
| 1            | Cmqmartina                 | Hell Raton | Lasciami andare! RMX                     | Ballottaggio |
| 2            | Mydrama                    | Hell Raton | Crudelia (Marracash)                     | Ballottaggio |
| 3            | Blind                      | Emma       | Affari tuoi                              | Salvo        |
| 4            | Casadilego                 | Hell Raton | Yesterday (The Beatles)                  | Prima        |
| 5            | Little Pieces Of Marmelade | Manuel     | Digital Cramps                           | Salvo        |
| 6            | N.A.I.P.                   | Mika       | Partecipo                                | Salvo        |
| Ballottaggio |                            |            |                                          |              |
| 1            | Cmqmartina                 | Hell Raton | -                                        | Eliminata    |
| 2            | Mydrama                    | Hell Raton | -                                        | Salva        |

Voto dei giudici per il primo ballottaggio
- Hell Raton: Melancholia, avendo preferito N.A.I.P. nelle ultime esibizioni;
- Mika: Melancholia, per salvare il suo artista N.A.I.P. ;
- Emma: N.A.I.P., affermando di essere in estrema difficoltà nella scelta ;
- Manuel Agnelli: N.A.I.P., per salvare i suoi artisti Melancholia;

I giudici non trovano un accordo e per questo motivo si va al TILT, che decreta l'eliminazione dei Melancholia
Voto dei giudici per il secondo ballottaggio
- Hell Raton: Cmqmartina, avendo già parlato con entrambe sulla scelta;
- Mika: Mydrama;
- Emma: Cmqmartina, per proteggerla dalla "carneficina" delle prossime puntate, avendo visto quanto avesse sofferto l'eliminazione di Vergo e dei Melancholia;
- Manuel Agnelli: Cmqmartina.

### Sesta puntata (Semifinale)
- Data: 3 dicembre 2020
- Particolarità: nella prima manche, i concorrenti duettano con un artista italiano, e nella seconda manche ogni concorrente sceglie il brano da eseguire.
- Ospiti: Pinguini Tattici Nucleari
- Canzoni cantate dagli ospiti: Ridere, Scooby Doo, Ringo Starr
- Artisti della manche featuring: Elio (N.A.I.P.), Madame (Blind), Lazza (Casadilego), Izi (Mydrama) e Alberto Ferrari dei Verdena (Little Pieces of Marmelade)

| Ordine       | Cantanti                   | Giudice    | Duetto                                      | Ordine          | My Song                                      | Risultato    |
| ------------ | -------------------------- | ---------- | ------------------------------------------- | --------------- | -------------------------------------------- | ------------ |
| 1            | Blind                      | Emma       | Baby (Madame)                               | 2               | Good Times / Como habla (Ghali / Blind)      | Ballottaggio |
| 2            | Casadilego                 | Hell Raton | Catrame (Lazza)                             | 5               | Lego House (Ed Sheeran)                      | Salva        |
| 3            | Little Pieces Of Marmelade | Manuel     | Muori delay (Verdena)                       | 3               | Gimme All Your Love (Alabama Shakes)         | Salvi        |
| 4            | Mydrama                    | Hell Raton | Chic (Izi)                                  | 1               | Spigoli (Carl Brave, Mara Sattei, Thasup)    | Ballottaggio |
| 5            | N.A.I.P.                   | Mika       | La canzone mononota (Elio e le Storie Tese) | 4               | Milano circonvallazione esterna (Afterhours) | Primo        |
| Ballottaggio |                            |            |                                             |                 |                                              |              |
| 1            | Mydrama                    | Hell Raton | Cornici bianche                             | Cornici bianche | Cornici bianche                              | Eliminata    |
| 2            | Blind                      | Emma       | Cuore nero                                  | Cuore nero      | Cuore nero                                   | Salvo        |

Voto dei giudici per il ballottaggio
- Hell Raton: Blind, per salvare la sua artista Mydrama;
- Mika: Mydrama, ritenendo Blind più pronto per la finale;
- Emma: Mydrama, per salvare il suo artista Blind;
- Manuel Agnelli: Mydrama, rimanendo coerente con il suo pensiero e sperando nel TILT.

### Settima puntata (Finale)
- Data: 10 dicembre 2020
- Ospiti: Afterhours, Negramaro, Lazza, Mara Sattei, Slait, Madame
- Canzoni cantate dagli ospiti: Latina (Emma), BV3 Mashup (Weekend (Lazza)/Alaska (Hell Raton)/Altalene (Mara Sattei)), Quello che non c'è (Afterhours), Greatest Hits Medley (Mika), Non è vero niente (Negramaro e Madame)

| Ordine | Cantante                                        | Giudice    | Duetto con ospite             | Risultato |   | Ordine                                                              | Best Of - Canzoni | Risultato |
| ------ | ----------------------------------------------- | ---------- | ----------------------------- | --------- | - | ------------------------------------------------------------------- | ----------------- | --------- |
| 1      | Little Pieces Of Marmelade (con Manuel Agnelli) | Manuel     | Veleno (Afterhours)           | Salvi     | 3 | I Am the Walrus / Bullet with Butterfly Wings / Gimme All Your Love | Salvi             |           |
| 2      | Blind (con Emma)                                | Emma       | La fine (Nesli/Tiziano Ferro) | Salvo     | 2 | Bambino / Cicatrici / Affari Tuoi                                   | Terzo             |           |
| 3      | N.A.I.P. (con Mika)                             | Mika       | Lollipop (Mika)               | Quarto    | — | —                                                                   | —                 |           |
| 4      | Casadilego (con Hell Raton)                     | Hell Raton | Stan (Eminem feat. Dido)      | Salva     | 1 | Kitchen Sink / Xanny / A Case of You                                | Salva             |           |

| Ordine | Cantante                   | Giudice    | Inedito              | Risultato  |
| ------ | -------------------------- | ---------- | -------------------- | ---------- |
| 1      | Casadilego                 | Hell Raton | Vittoria             | Vincitrice |
| 2      | Little Pieces Of Marmelade | Manuel     | One Cup of Happiness | Secondi    |

## Discografia e videografia legate al programma

### Album
| Artista                    | Titolo                      | Posizione massima | Certificazione |
| Artista                    | Titolo                      | FIMI              | Certificazione |
| -------------------------- | --------------------------- | ----------------- | -------------- |
| AA.VV.                     | X Factor 2020 Mixtape       | 5                 |                |
| Melancholia                | What Are You Afraid Of?     | 18                |                |
| Blind                      | Cuore Nero                  | 19                |                |
| Little Pieces Of Marmelade | L.P.O.M.                    | 26                |                |
| Casadilego                 | Casadilego                  | 75                |                |
| N.A.I.P.                   | Nessun Album In Particolare | N.D.              |                |

### Singoli
| Artista                    | Brano                | Posizione massima in classifica | Certificazione |
| Artista                    | Brano                | FIMI                            | Certificazione |
| -------------------------- | -------------------- | ------------------------------- | -------------- |
| Blind                      | Cuore nero           | 2                               | Platino        |
| Blind                      | Cicatrici            | 59                              |                |
| Blind                      | Affari tuoi          | N.D.                            |                |
| Casadilego                 | Vittoria             | 14                              | Oro            |
| Casadilego                 | Lontanissimo         | N.D.                            |                |
| Melancholia                | Léon                 | 15                              |                |
| Melancholia                | Alone                | 45                              |                |
| Mydrama                    | Cornici bianche      | 17                              |                |
| Mydrama                    | Vieni con me         | 53                              |                |
| Cmqmartina                 | Serpente             | 35                              |                |
| Cmqmartina                 | Sparami              | 89                              |                |
| Cmqmartina                 | Lasciami andare! RMX | N.D.                            |                |
| Vergo                      | Bomba                | 40                              |                |
| Vergo                      | Nella balera         | N.D.                            |                |
| Little Pieces of Marmelade | One Cup of Happiness | 47                              |                |
| Little Pieces of Marmelade | L.P.O.M.             | N.D.                            |                |
| Little Pieces of Marmelade | Digital Cramps       | N.D.                            |                |
| Manitoba                   | La domenica          | 93                              |                |
| Manitoba                   | Stare bene           | N.D.                            |                |
| Blue Phelix                | South Dakota         | 96                              |                |
| Blue Phelix                | Mi ami               | N.D.                            |                |
| N.A.I.P.                   | Attenti al loop      | N.D.                            |                |
| N.A.I.P.                   | Oh oh oh             | N.D.                            |                |
| N.A.I.P.                   | Partecipo            | N.D.                            |                |
| Santi                      | Bonsai               | N.D.                            |                |
| Santi                      | Morrison             | N.D.                            |                |
| Eda Marì                   | Male                 | N.D.                            |                |

## Ascolti
| Puntata              | Puntata                  | Sky Uno              | Sky Uno        | Sky Uno | TV8                 | TV8            | TV8   | Telespettatori complessivi Sky Uno + TV8 | Telespettatori complessivi Sky Uno + TV8 |
| Puntata              | Puntata                  | Messa in onda        | Telespettatori | Share   | Messa in onda       | Telespettatori | Share | Telespettatori                           | Share                                    |
| -------------------- | ------------------------ | -------------------- | -------------- | ------- | ------------------- | -------------- | ----- | ---------------------------------------- | ---------------------------------------- |
| 1                    | Audizioni 1              | 17 settembre 2020    | 654 000        | 3,10%   | 18 settembre 2020*  | 538 000        | 2,80% | 1 192 000                                | 5,90%                                    |
| 2                    | Audizioni 2              | 24 settembre 2020    | 633 000        | 2,80%   | 25 settembre 2020   | 652 000        | 3,20% | 1 285 000                                | 6,00%                                    |
| 3                    | Audizioni 3              | 1º ottobre 2020      | 777 000        | 3,40%   | 2 ottobre 2020      | 625 000        | 2,90% | 1 402 000                                | 6,50%                                    |
| 4                    | Bootcamp 1               | 8 ottobre 2020       | 794 000        | 3,39%   | 9 ottobre 2020      | 749 000        | 3,50% | 1 543 000                                | 6,89%                                    |
| 5                    | Bootcamp 2               | 15 ottobre 2020      | 779 000        | 3,10%   | 16 ottobre 2020     | 745 000        | 3,20% | 1 524 000                                | 6,30%                                    |
| 6                    | Last Call                | 22 ottobre 2020      | 703 000        | 2,80%   | 23 ottobre 2020     | 660 000        | 2,90% | 1 363 000                                | 5,70%                                    |
| 7                    | Live Show 1              | 29 ottobre 2020      | 835 000        | 3,56%   | 4 novembre 2020**   | 474 000        | 2,30% | 1 309 000                                | 5,86%                                    |
| 8                    | Live Show 2              | 5 novembre 2020      | 861 000        | 3,78%   | 11 novembre 2020    | 503 000        | 2,70% | 1 364 000                                | 6,48%                                    |
| 9                    | Live Show 3              | 12 novembre 2020     | 875 000        | 3,70%   | 18 novembre 2020    | 434 000        | 2,10% | 1 309 000                                | 5,80%                                    |
| 10                   | Live Show 4              | 19 novembre 2020     | 851 000        | 3,60%   | 25 novembre 2020    | 458 000        | 2,30% | 1 309 000                                | 5,90%                                    |
| 11                   | Live Show 5              | 26 novembre 2020     | 898 000        | 3,60%   | 2 dicembre 2020     | 540 000        | 2,60% | 1 438 000                                | 6,20%                                    |
| 12                   | Live Show 6 - Semifinale | 3 dicembre 2020      | 774 000        | 3,30%   | 9 dicembre 2020     | 623 000        | 2,80% | 1 397 000                                | 6,10%                                    |
| 13                   | Live Show 7 - Finale     | 10 dicembre 2020     | 1 114 000      | 4,80%   | 10 dicembre 2020*** | 746 000        | 3,20% | 1 895 000****                            | 8,00%                                    |
| Media telespettatori | Media telespettatori     | Media telespettatori | 881 385        | 3,46%   |                     | 595 923        | 2,81% | 1 410 000                                | 6,28%                                    |

*Su TV8 le puntate delle selezioni vengono trasmesse in chiaro a distanza di 24 ore dalla trasmissione su Sky Uno.

**Su TV8 i live show vengono trasmessi in chiaro a distanza di 6 giorni dalla trasmissione su Sky Uno, ad eccezione della finale.

***La finale in diretta viene trasmessa in simulcast sia su Sky Uno che su TV8.

****Compresi gli ascolti di Sky Uno +1

### Speciali
Anche in quest'edizione è stato realizzata una puntata speciale, trasmesso in esclusiva su TV8 la sera prima dell'inizio dei "Live", per riassumere tutte le fasi prima del debutto in diretta su Sky Uno. 
| Puntata                          | TV8             | TV8            | TV8   |
| Puntata                          | Messa in onda   | Telespettatori | Share |
| -------------------------------- | --------------- | -------------- | ----- |
| X Factor – La corsa verso i Live | 28 ottobre 2020 | 325 000        | 1,40% |

## Ospiti e conduzione
| Live | Conduzione          | Ospiti                                                                           |
| ---- | ------------------- | -------------------------------------------------------------------------------- |
| 1    | Alessandro Cattelan | Ghali                                                                            |
| 2    | Daniela Collu       | Måneskin                                                                         |
| 3    | Daniela Collu       | Purple Disco Machine e Sophie and the Giants, Fedez                              |
| 4    | Alessandro Cattelan | Leo Gassmann, Carl Brave, Elodie                                                 |
| 5    | Alessandro Cattelan | Ernia, Gué Pequeno                                                               |
| 6    | Alessandro Cattelan | Pinguini Tattici Nucleari, Elio, Izi, Lazza, Madame, Alberto Ferrari dei Verdena |
| 7    | Alessandro Cattelan | Negramaro, Lazza, Mara Sattei, Slait, Afterhours, Madame, Sofia Tornambene       |